# کارلا دل‌پونته
کارلا دل‌پونته (انگلیسی: Carla Del Ponte؛ زادهٔ ۹ فوریهٔ ۱۹۴۷) در سوئیس وکیل، قاضی و دادستان اهل سوئیس در کانتون ایتالیایی زبان در جنوب سوئیس بوده‌است.
او در سال ۱۹۸۱ در کانتون لوگنو قاضی تحقیق بود، سپس در سال ۱۹۸۵ در همین کانتون به منصب دادستانی رسید. در سال ۱۹۹۴ دادستان کل کنفدراسیون سوئیس شد. در اوت سال ۱۹۹۹ به عنوان دادستان دادگاه بین‌المللی کیفری یوگسلاوی سابق (ICTY) و دادگاه بین‌المللی کیفری برای رواندا (ICTR) منصوب شد. برای تعقیب کسانی که متهم به جدی‌ترین نقض حقوق بشر بودند او جایگزین لوئیز آربور و ریچارد گلدستون شد و به مدت ۴ سال هر دو سمت را به عهده داشت.
در سال ۲۰۰۳ شورای امنیت سازمان ملل متحد پس از فشارهای دولت رواندا مأموریت او به عنوان دادستان کل رواندا را تمدید نکرد. او تا اکتبر ۲۰۰۸، در منصب دادگاه بین‌المللی کیفری یوگسلاوی سابقبود و سپس جای خود را به قاضی بلژیکی سرژ برامرتز داد.
دلپونته به عنوان سفیر سوئیس در آرژانتین از سال ۲۰۰۸ تا فوریه ۲۰۱۱ خدمت کرد؛ و از سپتامبر ۲۰۱۲ تا اوت ۲۰۱۷ نیز تحت حمایت شورای حقوق بشر سازمان ملل متحد، عضو کمیسیون مستقل تحقیق در مورد سوریه بود.

## زندگی‌نامه
دل پونته در۹ فوریه سال ۱۹۴۷ در شهر لوگنو در کانتون تسن سوئیس واقع در کوه‌های آلپ به دنیا آمد.
او در دوران جوانی علاقه داشت مانند دو برادر دیگرش پزشک جراح شود ولی پدرش می‌خواست که او یک خانم خانه‌دار شود و دوران عمرش را برای تحصیلات طولانی مدت نگذراند؛ ولی او در ژنو و برن و سپس در انگلستان تحصیلاتش را در رشته حقوق ادامه داد و در سال ۱۹۷۲ دانشنامه کارشناسی حقوق خود را دریافت کرد. او به زبانهای ایتالیایی، آلمانی، فرانسوی و انگلیسی صحبت می‌کند.
پس از پایان تحصیل به کانون وکلا در لوگنو پیوست ولی در سال ۱۹۷۵ از این کانون جدا شد و یک مؤسسه حقوقی تأسیس کرد. پس از آن برای فعالیت در زمینه باندهای پولشویی، مواد مخدر، جاسوسی و تروریسم به دفتر دادستانی کل سوئیس پیوست. این منصب مهم باعث شد که مافیای ایتالیا به او لقب «لا بوتانا» بدهد و به این دلیل مجبور بود که همیشه با خودروهای ضدگلوله و حفاظت مستمر تردد کند.

## پروسه فعالیت‌های حقوقی
- در ۱۹۸۱، دادستان تحقیقات در کانتون لوگنو شد.
- در ۱۹۸۵ در همین کانتون به منصب دادستانی رسید.
- در اوت ۱۹۹۹ به عنوان دادستان دادگاه بین‌المللی کیفری یوگسلاوی سابق (ICTY) و دادگاه بین‌المللی جنایی رواندا (ICTR) منصوب شد.
- در سال ۲۰۰۳ شورای امنیت سازمان ملل متحد به منظور تمرکز ویژه بر پرونده یوگسلاوی سابق و نیز بخاطر فشار دولت رواندا مأموریت او به عنوان دادستان کل رواندا را تمدید نکرد و حسن بوبکر جالو، قاضی اهل گامبیا را به مقام دادستانی دادگاه جنائی بین‌المللی رواندا برگزید.
- در ۳۱ دسامبر ۲۰۰۷ پس از هشت سال فعالیت در منصب دادستان کل دادگاه بین‌المللی کیفری یوگسلاوی سابق از این منصب کنار رفت و جای خود را به قاضی بلژیکی سرژ برامرتز داد.
- در ۱ ژانویه ۲۰۰۸، به عنوان سفیر سوئیس در آرژانتین جانشین دانیل فون مورالت شد و تا فوریه سال ۲۰۱۱ در همین منصب باقی ماند.
- از سپتامبر سال ۲۰۱۲ تا اوت ۲۰۱۷ او عضو کمیسیون مستقل تحقیق در مورد سوریه، تحت حمایت شورای حقوق بشر سازمان ملل متحد بود.

## دادستان در سوئیس
دل پونته در ۱۹۸۱، در کانتون لوگنو دادستان تحقیقاتی شد، و بعد در سال ۱۹۸۵ در همین کانتون به منصب دادستانی رسید و با تقلب، قاچاق مواد مخدر، قاچاق اسلحه، تروریسم و جاسوسی، اغلب به عنوان مرکز تجارت جهانی، مقابله کرد.
در سال ۱۹۹۴ دادستان کل کنفدراسیون سوئیس شد.

## دادگاه جنایات جنگی در یوگسلاوی سابق
پس از پنج سال خدمت در دفتر دادستانی سوئیس، دل پونته در اوت ۱۹۹۹ به دادگاه بین‌المللی کیفری یوگسلاوی سابق و دادگاه بین‌المللی کیفری برای رواندا پیوست تا مجرمان جنگ را محاکمه کند. دلپونته در مصاحبه ای که در اواخر سال ۲۰۰۱ در مورد جنایات جنگی در جنگ داخلی یوگسلاوی صورت گرفت، گفت: «عدالت برای قربانیان و بازماندگان نیازمند تلاش‌های زیادی در سطوح بین‌المللی و ملی است.»

### استعفا
در تاریخ ۳۰ ژانویه ۲۰۰۷، دل پونته در بیانیه ای اعلام کرد قصد دارد به عنوان رئیس دادستانی در دادگاه بین‌المللی جنایی برای یوگسلاوی سابق، استعفا دهد. او گفت: «زمان آن رسیده که به زندگی عادی بازگردم.» در ۱ ژانویه ۲۰۰۸ سرژ برامرتز جایگزین او شد.

## کمیسیون تحقیق در سوریه
در سپتامبر ۲۰۱۲ دل پونته به عضویت کمیسیون مستقل بین‌المللی تحقیق در مورد سوریه تحت حمایت کمیساریای عالی حقوق بشر در سازمان ملل متحد رسید. این کمیته سه عضوی حوادثی مانند حملات با تسلیحات شیمیایی را ثبت وقایع می‌کند.

### استعفاء
او در ماه اوت سال ۲۰۱۷ از کمیسیون تحقیق در سوریه استعفا داد و گفت که در سوریه «هیچ کاری نمی‌کند» و اعضای خود را متهم می‌کند که «نمی‌خواهند عدالت را برقرار سازند»
او گفت که او متقاعد شده‌است که جامعه بین‌المللی به اندازه کافی برای محکوم کردن بشار اسد در جنایات جنگی که مرتکب شده مدارک به دست آورده‌است. با این حال، او همچنین می‌گوید: «در ابتدا در سوریه هم خوب وجود داشت و هم بد. او با بد مخالفت است و در طرف خوب قرار دارد ولی دولت اسد مرتکب جنایتهای وحشتناک علیه مردم شده و از تسلیحات شیمیایی استفاده کرده‌است … شورای امنیت ملل متحد در اقدام بر اساس گزارش‌هایی که پنل وی در مورد جرائم جنگی و جنایت علیه بشریت تولید می‌کرد، ناکام ماند.»
با رفتن دل پونته دو کمیسیونر پائولو سرجیو پینیرو کارشناس حقوق بشری برزیلی و کارن کوننیگ ابو زیاد از آمریکا در کمیته باقی می‌مانند.
پائولو سرجیو پینیرو

### انعکاس رسانه‌ها
اس دی ای: اس دی ای آژانس ملی خبری سوئیس گزارش کرد: «یک عضو کمیسیون تحقیق سازمان ملل در مورد سوریه گفت فقدان حمایت سیاسی از شورای امنیت سازمان ملل ادامه کار او را غیرممکن ساخته‌است.»
نیویورک تایمز : روزنامه نیویورک تایمز در ۹ اوت ۲۰۱۷ پس از استعفای وی نوشت «کارلا دل پونته اکثر زندگی حرفه ای خود را صرف کرده‌است برای تحقیقات در مورد جنایتکاران جنگی و مبارزه با جرائم سازمان‌یافته، بنابراین وقتی وی پنل سازمان ملل را که در مورد جنایتها در سوریه تحقیقات می‌کند را با بیزاری ترک می‌کند، وی شایان یک استماع است… جنایت‌هایی که وی طی پنج سال گذشته تحقیقات می‌کرد در آن چیزی که به‌طور رسمی بعنوان کمیسیون تحقیقات مستقل بین‌المللی در مورد سوریه شناخته شده، وی گفت که بدتر از هر چیزی بودند که وی در رواندا یا یوگسلاوی دیده بود.»
رویترز : خبرگزاری رویترز در ۶ اوت ۲۰۱۷ در این باره نوشت: «کارلا دلپونته ۷۰ ساله که جنایات جنگی در رواندا و یوگسلاوی سابق را تحت پیگرد قرار داد و بازرس تحقیق سوریه بود کار خود را ترک کرد و شورای امنیت سازمان ملل را سرزنش نمود … او گفت «من این کمیسیون را ترک می‌کنم که با هیچ اراده سیاسی حمایت نمی‌شود» .»